# Phyllobius vespertinus
Phyllobius vespertinus är en skalbaggsart som först beskrevs av Fabricius 1792.  Phyllobius vespertinus ingår i släktet Phyllobius, och familjen vivlar. Arten är reproducerande i Sverige.